# Memeldelta

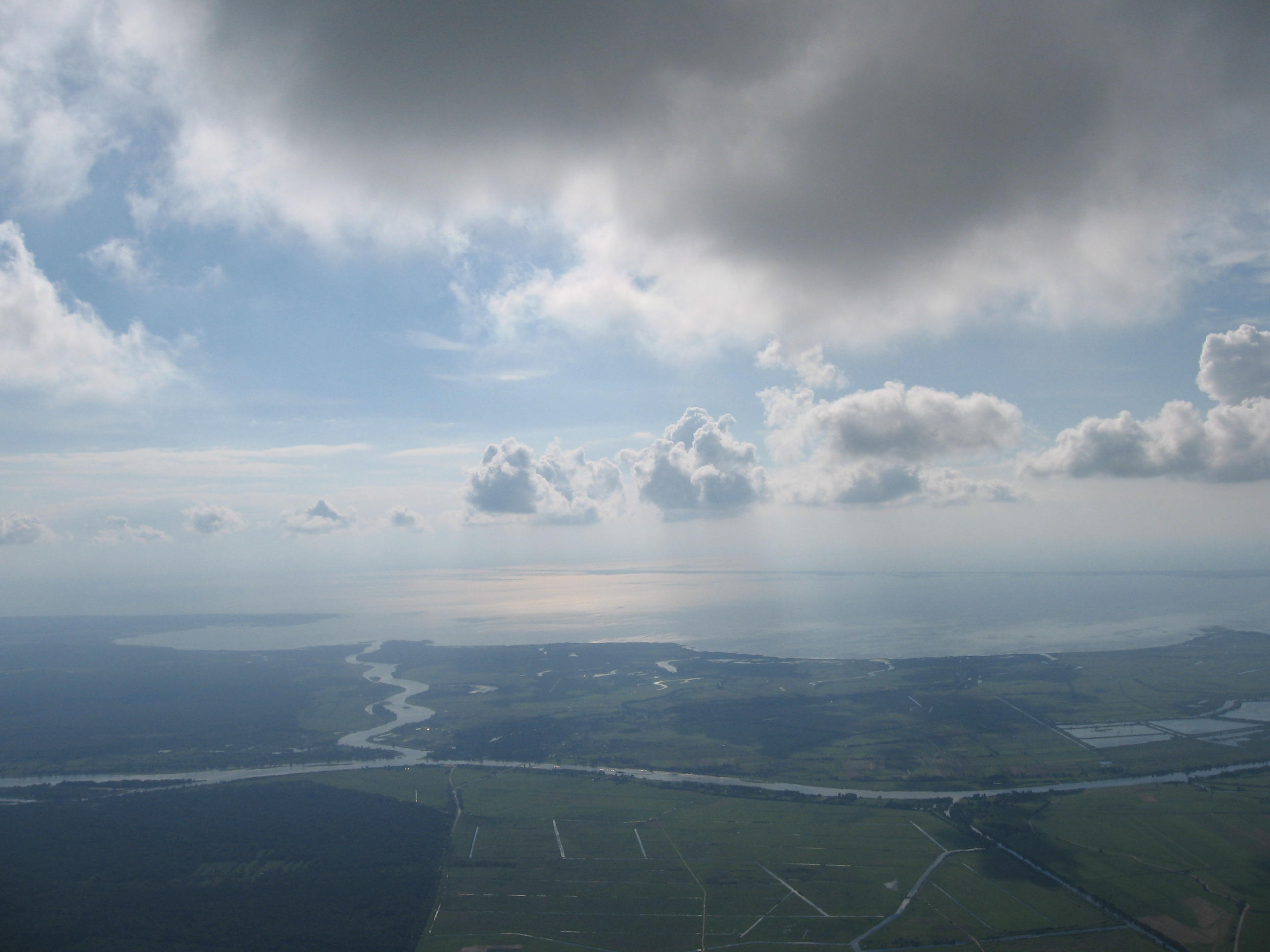
Luftaufnahme des Memeldeltas

Das Memeldelta (lit. Nemuno delta, früher auch Ruß-Delta) ist das Mündungsgebiet der Memel an der Ostseite des Kurischen Haffs und bildet ein Teil der sogenannte Tilsiter Niederung. Es befindet sich in Litauen, sein südlichster Mündungsarm, die Skirvytė  (dt. Skirwieth oder Skirwiet, prußisch skirti teilen, trennen, scheiden, absondern, kennzeichnen, prußisch wistit, wirbeln), markiert die Grenze zur russischen Oblast Kaliningrad.

## Lage
Bereits 50 km vor deren Mündung in das Haff teilt sich die Memel bei Sowjetsk (Tilsit) in die beiden Hauptmündungsarme Matrossowka (prußisch gilus, gilin, gillis (tief), deutsch Gilgestrom, litauisch Gilgė oder Gilija) und Rusnė (prußisch ruset langsam fließen, strömen, deutsch Ruß-Strom). Der rechte, nördliche Hauptarm Ruß verzweigt sich dann ca. 16 km vor seiner Mündung beim Ort Rusnė (dt. Ruß) in ein ausgeprägtes Delta.
Die Atmata (dt. Atmath, prußisch at, von, aus, her, prußisch mat schwenken)stellt den Hauptstrom des Deltas dar; durch sie verläuft der Schiffsverkehr vom Haff zur Memel und die offizielle Kilometrierung. In die Atmata münden die Šyša und die Minija, auf denen ebenfalls Schifffahrt stattfindet. Das kleinere Delta der Minija geht heute vollständig im Memeldelta auf.

## Geographische Eingrenzung
Der Begriff Memeldelta wird heute eher mit dem namensgleichen Schutzgebiet bzw. mit dem Delta des Hauptstroms (dem früheren Ruß-Delta) gleichgesetzt, wie es auch die nebenstehende Karte zeigt.
Der ursprüngliche Begriff war wohl weiter gefasst und beinhaltete auch Teile der südlich gelegenen Elchniederung; mindestens bis zur Mündung des Gilgestroms. Hierbei handelt es sich jedoch weniger um ein eigentliches Delta, sondern mehr um ein Moorgebiet, wo jedoch (auch aufgrund von Entwässerungsmaßnahmen) ebenfalls etliche Wasserwege existieren.
| Memeldelta Atmata Atšakėlė Aukštumala Aukštumal- Moor Bevardis Taggraben Bevardė Dumblė Kniaupas Krokų Lanka Kadaginis Kubilių Kurisches Haff Leitė Minija Minė Naikupė Kiemo Briedžių Pakalnė Palaukys Prūsinės įlanka Purvalankis Ragininkų Rindos šaka Rindutės įlanka Rusnaitė Rusnė Ruß-Strom Senoji Skirvytė Skatulė Skirvytė Šakutė Šventos Elenos Šyša Šyškrantė Šilinės įlanka Tiesioji Trušių Ulmas Uostadvaris Upaitis Vidujinė Vikis Vito Vilkinės Vorusnė Vytinė Vytinės Uostas Zingelinė |

## Geologie/Entstehung
Das Delta wurde aus Anschwemmungen (Alluvien) der Memel gebildet. Durch die intensivierte Landwirtschaft im Einzugsgebiet und frühere großflächige Abholzungen von Wäldern zu Nutzholzgewinnung wurde der Eintrag in der industriellen Epoche noch erhöht. Es bilden sich neue Inseln, die sich mit der Zeit an das Festland anschließen, womit sich das Delta bis heute ausdehnt. Wie schnell dies geschieht, sieht man, wenn man sich ältere Karten anschaut.
Einige Flussarme werden verschlossen und bilden Altarme oder Ketten von kleinen Seen. Die ehemalige Bucht Krokų Lanka wurde vom Haff abgetrennt und bildet nun einen großen, flachen, teilweise verlandeten See; gleiches wird für die Kniaupas-Bucht erwartet.

## Polder
Untrennbarer Teil des Deltas sind die von Menschen errichteten Bauwerke (Polder), die dazu dienen, Teile der Landschaft vor periodischen Überschwemmungen zu schützen und sie landwirtschaftlich nutzbar zu machen. Dabei wird unterschieden zwischen Sommer- und Winterpoldern: Erstere dienen lediglich dazu, kleinere Hochwasser abzuhalten, werden aber bei der nahezu jährlich auftretenden Frühjahrsflut regelmäßig überschwemmt. Winterpolder halten auch größerem Hochwasser stand.
Da die Polderflächen niedrig, teilweise unterhalb des Meeresspiegels liegen (mit −1,3 m befindet sich am Dumblis-See der niedrigstgelegene Ort Litauens), muss über Entwässerungsgräben das Wasser mittels Schöpfwerken hinausbefördert werden. Die erste Pumpstation wurde 1907 in Uostadvaris errichtet und ist heute eine Industriedenkmal.

(Das Netz der zahlreichen Entwässerungsgräben inner- und außerhalb des Deltas ist auf nebenstehender Grafik nicht verzeichnet.)

## Nemunas Delta Regionalpark

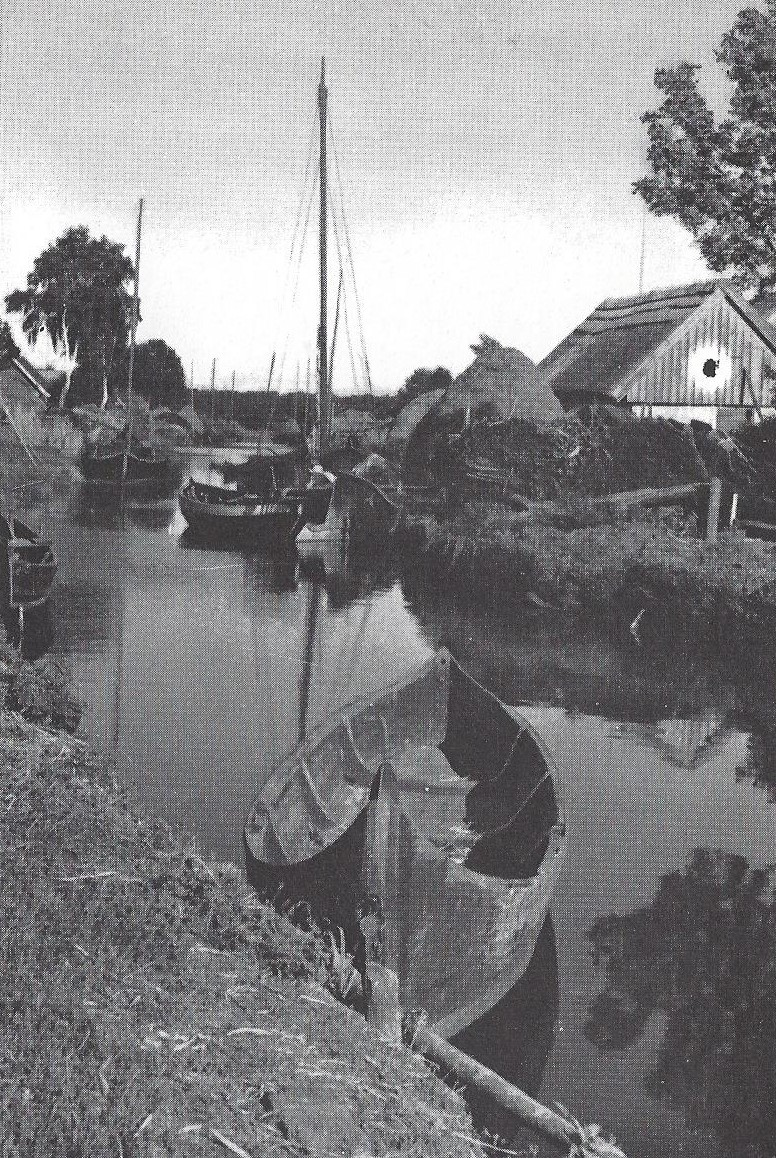
Dorf Loye

Um die besondere Landschaft und das Ökosystem des Mündungsgebiets sowie dessen Kulturerbe zu schützen, wurde 1992 der Nemunas-Delta-Regionalpark eingerichtet. Es umfasst eine Fläche von 29.000 ha. Im Park existieren verschiedene Schutzzonen, um verschiedene Landschaftstypen und deren Tier- und Pflanzengemeinschaften unter besonderen Schutz zu stellen. Ein wesentlicher Teil des Parks wird von Mooren, Röhrichten und Wiesen eingenommen, weiterhin existieren Lagunenseen, Altarme sowie einzigartige Dünen und Sandwiesen.
Bereits im Jahr 1993 wurde der Park gemäß der Ramsar-Konvention als wichtiges Vogelbrut- und Zuggebiet unter Schutz gestellt; durch den Park verläuft ein wichtiger Vogelmigrationsweg Arktis-Europa-Afrika. Im Park wurden 300 Vogelarten beobachtet, 170 Arten brüten dort. Im Territorium des Parks sind 50 Säugetierarten anzutreffen, von denen 14 auf der Roten Liste Litauens stehen, darunter Mopsfledermaus, Zweifarbfledermaus und Otter.